# JinSoul
JinSoul es el séptimo álbum sencillo del grupo femenino surcoreano Loona. Fue publicado digitalmente el 26 de junio de 2017 y físicamente el 28 de junio de 2017 por Blockberry Creative y distribuido por CJ E&M. Este álbum introduce oficialmente a la miembro JinSoul. Contiene dos canciones, el solo de JinSoul «Singing in the Rain» y un dueto con Kim Lip llamado «Love Letter». Una versión de «Singing in the Rain» con un rap de HeeJin fue lanzado el 9 de julio de 2017. El remix tiene un vídeo musical que fue publicado a través de V Live. Rapera principal de LOONA.

## Lista de canciones
| N.º  | Título                                     | Letras                               | Música                                                                              | Duración |  |
| 1.   | «Singing in the Rain» (Solo de Jinsoul)    | Park Ji-yeon, Hwang Hyeon (MonoTree) | Ludwig Lindell, Daniel Caesar, Nils Pontus, Petersson, Karl Oskar-Julius, Gummesson | 3:33     |  |
| 2.   | «Love Letter» (Dueto de Jinsoul y Kim Lip) | Shin Agnes, Park Ji-yeon             | NOPARI (MonoTree), Lee Ju Hyeong                                                    | 3:10     |  |
| 6:43 |                                            |                                      |                                                                                     |          |  |

## Posicionamiento en listas

### Álbum
| Lista (2018)                       | Mejor posición |
| ---------------------------------- | -------------- |
| Corea del Sur (Gaon Chart Semanal) | 18             |
| Corea del Sur (Gaon Chart Mensual) | 56             |

## Ventas
| País                       | Ventas |
| -------------------------- | ------ |
| Corea del Sur (Gaon Chart) | 1 410+ |